# Referéndum de Hungría de 2022

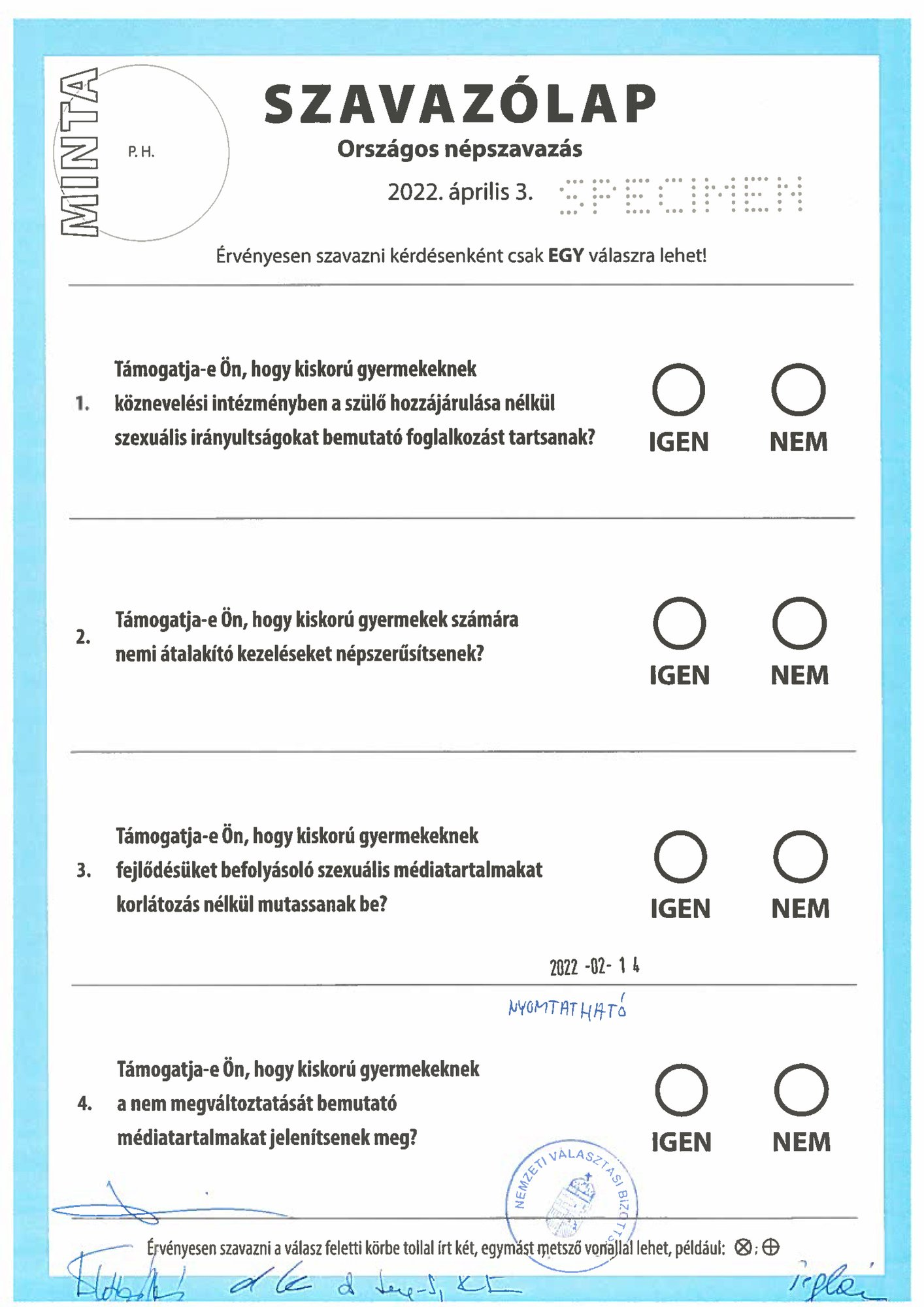
Facsímil de la papeleta utilizada en el referéndum.

El referéndum de Hungría de 2022 se llevó a cabo el 3 de abril, junto con las elecciones parlamentarias. Dicho referéndum constó de cuatro preguntas sobre la enseñanza de contenidos LGBT en el ámbito educacional.
La participación rondó el 66 % del total de votantes inscritos, pero alrededor de 1.6 millones de votos fueron nulos (la cantidad varió según la pregunta). En todas las preguntas los votos al "no" superaron el 92 %.
A pesar de la rotunda victoria del "no", la alta exigencia de la legislación húngara sobre referéndums llevó consigo que no se alcanzase el porcentaje mínimo del 50 % sobre el conjunto del censo electoral de votantes inscritos y que, por lo tanto, los resultados se consideren inválidos, como aconteció en anteriores ocasiones con consultas sobre diversas materias. Ninguna de las preguntas alcanzó el umbral de votos válidos requeridos de 4 107 652 votos para declarar la consulta como vinculante, lo que fue calificado como un fracaso para el gobierno encabezado por Viktor Orbán.

## Contexto
El referéndum fue convocado por Fidesz, el partido gobernante, y se describía como una cuestión de protección infantil relacionada con los derechos LGBT después de la presión de la Unión Europea (UE) sobre la legislación que, según la UE, discrimina a las personas LGBT.
Se ha dicho que la ley parecía "combinar [y equiparar] la homosexualidad y la pedofilia", y se basa en parte en una ley rusa que prohíbe la llamada "propaganda gay" entre menores. La ley húngara tipifica como delito "promover o retratar la homosexualidad o la reasignación de sexo a menores". También limita la educación sexual en las escuelas a organizaciones aprobadas por el gobierno.
En un comunicado emitido por la Oficina del Presidente de la República, János Áder dijo: «La Asamblea Nacional de Hungría votó por unanimidad el 9 de noviembre de 2021 para permitir la celebración de un referéndum el día de las elecciones generales».
Los políticos de la oposición se abstuvieron de votar sobre la resolución.

## Preguntas
Los votantes debían responder a las siguientes cuatro preguntas:
- ¿Apoya la enseñanza de la orientación sexual a menores de edad en las instituciones de educación pública sin el consentimiento de los padres?
- ¿Apoya la promoción de la terapia de reasignación de sexo para niños menores de edad?
- ¿Apoya la exposición irrestricta de los niños menores de edad a contenido de medios sexualmente explícito que puedan afectar su desarrollo?
- ¿Apoya que se muestre contenido multimedia sobre cambio de sexo a menores?

## Críticas

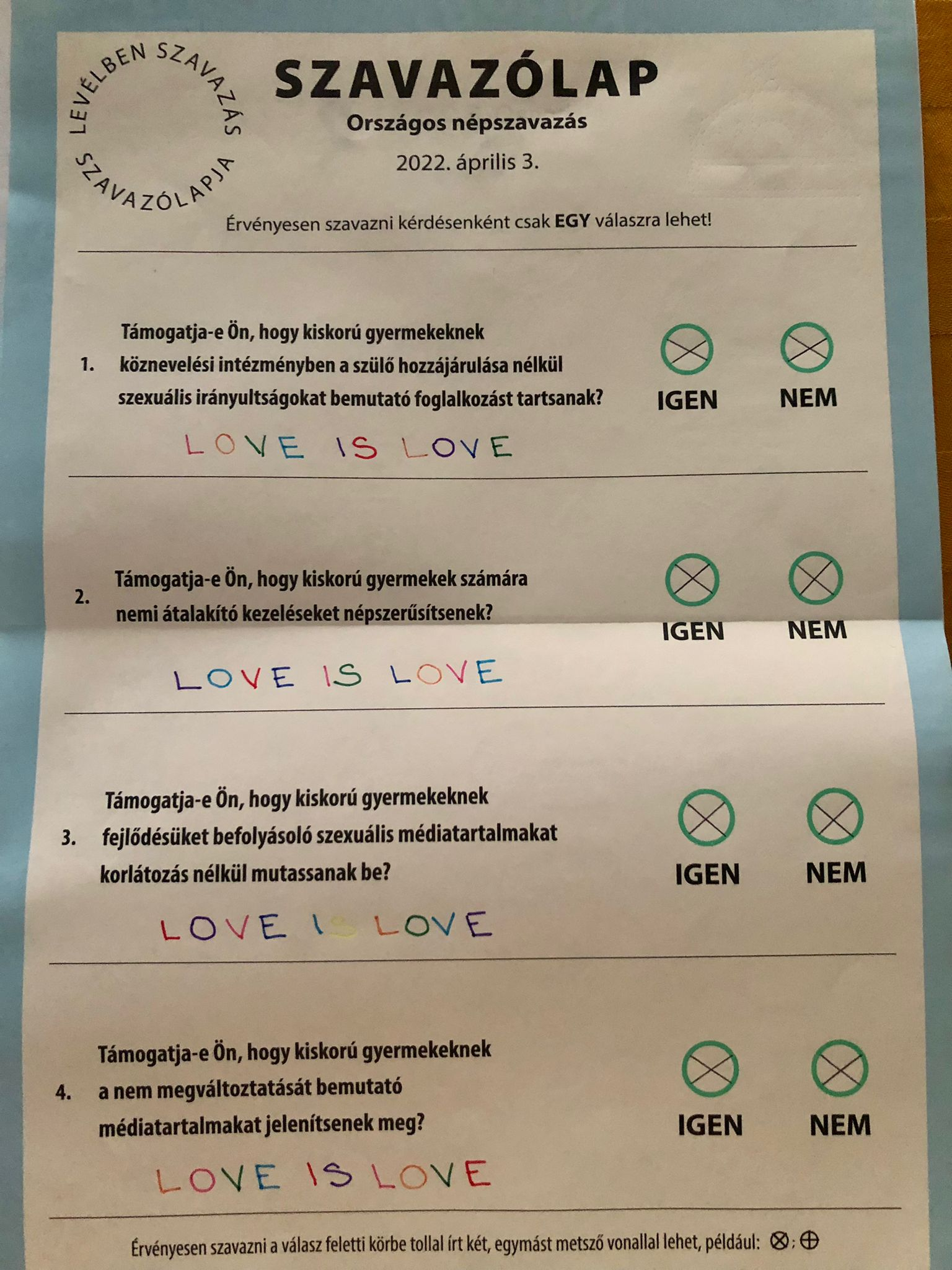
Papeleta invalidada a modo de protesta.

Las partes de la ley que estaban en cuestión en el referéndum han sido condenadas por grupos de derechos humanos y etiquetadas como "retórica anti-LGBT enérgica" y "destinadas a limitar los derechos de las minorías". Las agrupaciones de derechos humanos también han señalado que es probable que el referéndum aumente la discriminación y la estigmatización de la comunidad LGBT de Hungría y dificulte la vida de los niños LGBT.
Las propuestas han sido ampliamente criticadas por la UE por contravenir el artículo 21 de la Carta de los Derechos Fundamentales de la Unión Europea. Este artículo establece que "estigmatizar a las personas LGBTIQ constituye una clara violación de su derecho fundamental a la dignidad, tal como está previsto en la Carta de la UE y el derecho internacional". La presidenta de la Comisión Europea, Ursula von der Leyen, describió el proyecto de ley como discriminatorio y "una vergüenza".
Luca Dudits, miembro de la junta ejecutiva de la Sociedad Háttér, la organización LGBT más grande y antigua de Hungría, dijo que este referéndum es "otra herramienta de la campaña de comunicación de Viktor Orbán". Ella le dijo a Euronews: "Si quieres aprobar una ley controvertida, debes ganar un referéndum antes de eso".
Una declaración conjunta de 10 grupos húngaros LGBT+ y de derechos humanos, incluidos Budapest Pride y Amnistía Internacional Hungría, pidió a los ciudadanos que den respuestas inválidas al referéndum, marcando cada círculo de las opciones "sí" y "no" en cada pregunta para "ayudar a garantizar que el referéndum excluyente del gobierno no alcance el umbral de validez".

## Encuestas
El 2 de febrero de 2022, una encuesta de Századvég sugirió que el 73 % de los encuestados se oponía a enseñar a los niños sobre la orientación sexual en las escuelas sin el consentimiento de los padres, mientras que el 86 % de los encuestados se oponía a brindar información sobre los tratamientos de reasignación de género. El 84 % de los encuestados se opuso al acceso irrestricto a contenidos sexuales que "afectan su desarrollo" en varios medios. El 65 % de los encuestados dijo que definitivamente participaría en el referéndum, mientras que el 16 % dijo que probablemente lo haría.

## Resultados

### Participación
| 7:00  | 9:00   | 11:00  | 13:00  | 15:00  | 17:00  | 18:30  | Final  |
| ----- | ------ | ------ | ------ | ------ | ------ | ------ | ------ |
| 1.79% | 10.17% | 25.46% | 39.55% | 52.18% | 62.23% | 67.06% | 69.24% |

### Resultados finales
| Preguntas | Electores registrados | Participación | A favor | A favor | En contra | En contra | Inválidos | Resultado |
| Preguntas | Electores registrados | Participación | Votos   | %       | Votos     | %         | Inválidos | Resultado |
| --- | --------------------- | ------------- | ------- | ------- | --------- | --------- | --------- | --------- |
| 1. ¿Apoya la enseñanza de la orientación sexual a menores de edad en las instituciones de educación pública sin el consentimiento de los padres? | 8.215.304             | 68,51%        | 300.282 | 7,68    | 3.610.154 | 92,32     | 1.717.702 | Rechazado |
| 2. ¿Apoya la promoción de la terapia de reasignación de sexo para niños menores de edad?                                                         | 8.215.304             | 68,50%        | 158.447 | 4,08    | 3.721.934 | 95,92     | 1.747.757 | Rechazado |
| 3. ¿Apoya la exposición irrestricta de los niños menores de edad a contenido de medios sexualmente explícito que puedan afectar su desarrollo?   | 8.215.304             | 68,50%        | 180.785 | 4,67    | 3.691.376 | 95,33     | 1.755.977 | Rechazado |
| 4. ¿Apoya que se muestre contenido multimedia sobre cambio de sexo a menores?                                                                    | 8.215.304             | 68,51%        | 186.938 | 4,83    | 3.683.104 | 95,17     | 1.758.096 | Rechazado |
| Fuente: Nemzeti Választási Iroda |                       |               |         |         |           |           |           |           |

## Reacciones
Tras el referéndum, el Comité Nacional de Elecciones de Hungría multó a 16 organizaciones de la sociedad civil, incluidas Amnistía Internacional, la Sociedad Háttér y la Unión de Libertades Civiles de Hungría, por haber hecho campaña contra el referéndum. Amnistía Internacional afirmó que las multas fueron un intento de "silenciarnos porque nuestra campaña y colaboración civil fue exitosa".